# Recy Taylor
Recy Taylor, född 31 december 1919 i Abbeville, Alabama i USA, död 28 december 2017 i Abbeville, var en afroamerikansk kvinna känd för att ha drivit en process mot sex vita män som våldtagit och misshandlat henne.
Den 3 september 1944 kidnappades och våldtogs Taylor brutalt av sex män, då hon var på väg hem från kyrkan. Männen hotade döda Taylor om hon inte höll tyst om överfallet, men Taylor berättade både för sin familj och för polisen vad som hade hänt. Taylor representerades efteråt av Rosa Parks, från NAACP, men trots männens erkännande fälldes de aldrig för överfallet.
År 2011 fick Taylor en officiell ursäkt från Abbevilles borgmästare och guvernören i Alabama. Ursäkten gavs efter en kampanj ledd av Taylors bror Robert Corbitt och författaren Danielle McGuire.
Vid Golden Globe-galan 2018 berättade Oprah Winfrey om Taylors öde i ett uppmärksammat tal, i samband med att hon tog emot the Cecil B. DeMille Award.
Filmen The Rape of Recy Taylor handlar om våld mot svarta kvinnor i USA, om medborgarrättsrörelsen och dess kvinnohistoria.